# Assiniboin Indijanci
Assiniboin (Assiniboine, Hohe, Stone Indians) je pleme prerijskih Indijanaca jezične porodice Siouan, nastanjeno u povijesnim periodima u dolinama rijeka Saskatchewan i Assiniboin u Kanadi, i sjeverno od Milk Rivera i Missourija u SAD. Procjenjeno je (NAHDB) da ih je 1700. moglo biti oko 10,000. Assiniboine su porijeklom od Wazikute Indijanaca, jedne od skupina Yanktonai Siouxa. Danas žive na rezervatima Fort Belknap i Fort Peck u SAD, i kao Stonies u Kanadi. 

## Ime
Assiniboine su ime dobili od Chippewa čije značenje "one who cooks by the use of stones" ili ‘Stone Boilers’, nastao po običaju kuhanja hrane u vodi pomoću usijanog kamenja. Kod nas se njihovo ime prevodi (prevodioci Irena Vrkljan i Zvonimir Golob) kao ‘Kuhači kamena’  ili ‘Kameni kuhači’. Hrana umotana u kožni ovoj (parfleche) stavljala se u vodu uzavrelu pomoću užarenog kamenja /Chippewa: u'sin  'stone,' u'pwaw a 'he cooks by roasting': 'one who cooks by the use of stones.'/. Ovaj običaj poznavali su još neki narodi. Od američkog prijevoda Stone Boilers nastao je i naziv Stonies, no on se danas odnosi na bande Assiniboina nastanjene u Kanadi. 
Prema Swantonu, eminentnom stručnjaku za sjevernoamerička plemena njihovi rođaci Sioux nazivali su ih Hohe što znači ‘rebels’. Ovaj naziv morao je potječi iz vremena povijesnog cijepanja od Yanktonai Siouxa i udruživanju s Indijancima Plains Cree. On je također s točke gledišta Siouxa potpuno razumljiv i opravdan. Postoji još jedan naziv za njih, to je Tlu'tläma'eka, ime kojim su Kutenai nazivali sve Siouxe, njegovo značenje je "cutthroats" a povezan je sa znakovnim jezikom na preriji, i nije povezan uz neki običaj 'rezanja vratova'. Jedna banda Siouxa u SAD, još uvijek je poznata pod imenom Cuthead Sioux, jedna su od dviju bandi Yanktonai Siouxa.

## Bande Assiniboina
Lowie (1939) Assiniboine dijeli na tri glavne plemenske skupine (divisions), viz. :
- Ho'ke (Like-Big-Fish),
- Tu-waⁿ'hudaⁿ (Looking-like-Ghosts),
- Sitcoⁿ'-ski (Tricksters, " Wrinkled-Ankles").

Također je postojalo niz manjih skupina (Lowie) : 
- Cahi'a iye'skabin (govorili su jezikom cree (polu-Crees)),
- Cuńtce'bi (Canum Mentulae),
- Hu'deca`bine (Red-Butt),
- Icna'umbisª, (Those-who-stay-alone),
- Iⁿ'yaⁿtoⁿ'`waⁿbin (Rock People),
- Ini'na u'mbi,
- Taniⁿ'ta`bin (Buffalo-Hip),
- Tcaⁿ'xe wintca'cta (People of the Woods),
- Tcaⁿxta'daª,
- Uⁿska'ha (Roamers),
- Waci'azi hyabin (Fat-Smokers),
- Wato'pabin (Paddlers),
- Wato'paxna-onⁿ waⁿ (Wato'paxnatuⁿ),
- Wazi'a wintca'ctª, (Northern People),
- Witci'-abin,
- Xe'bina (Mountain People),
- Xe'natoⁿwan (Mountain People).

Zabilježeno je još nekoliko naziva njihovih bandi ali nisu identificirani ni s jednom gornjom skupinom, to su Min'-i-shi-nak'-a-to, ili Lake People, a mogli bi biti oni što ih Henry (1809) naziva  'Those-who-have-water-for-themselves-only' . Henryjeve ostale bande potpuno su neidentificirane, a naziva ih: Red River, Rabbit, Eagle Hills, Saskatchewan, Foot i Swampy Ground Assiniboin.

## Povijest
Prema tradiciji, još prije kontakta s bijelcima, dijelovi Wazikute Indijanaca odvojili su se od matične grupe Yanktonai Siouxa. Ova odvojena grupa vjerojatno se nastanila u blizini jezera Lake of the Woods i Nipigon. Otuda su se uputili u smjeru velikog jezera Winnipeg a kasnije na obale rijeka Assiniboine i Saskatchewan. U ovim krajevima Assiniboini se udružiše s grupama Cree Indijanaca čija je glavna postojbina bila oko James Baya, ali su se njihovi dijelovi uputili prema Prerijama. Otada Assiniboini bijahu često u ratu sa svojim južnim rođacima koji su ih zbog toga prozvali Hohe. 
Kakvih 150 godina Assiniboini su lutali i zapadno i južno. Nekoliko njihovih skupina ostalo je u Kanadi, i danas su poznati pod imenom Stonies i danas žive u Alberti i Saskatchewanu. Na području SAD-a, na rezervate su otišli tek 1884. a smješteni su na Fort Belknap i Fort Peck u Montani. Godine 1990. u SAD je naseljeno 5,500 Assiniboina, te oko 1,500 Stoniesa na rezervatima u Saskatchewanu (bande: Mosquito Grizzly Bear's Head, White Bear) i Alberti (Stoney Reserve). Za godinu 2000. prema NAHDB-u ima 8,300 Assiniboina i to 3,300 u Alberti; 2,000 u Saskatchewanu i 3,000 u Montani.

## Etnografija
Assiniboini su tipično prerijsko pleme i poznati lovci na bizone, proizvođači konzervirane hrane poznate kao pemmican, za koji su od europskih trgovaca tražili vatreno oružje i drugu industrijsku robu. Partneri u njihovoj trgovini uglavnom su bili ljudi poznate kompanije 'Hudson Bay' (vidi Tschantoga). Ipak oni su konstantno od bijelih ljudi bili potiskivani prema zapadu, na prerije Kanade, Montane i Sjeverne Dakote što ih dovodi u konfrontaciju s Blackfootima nad kontrolom prerije. 
Assiniboini su bili podijeljeni na niz bandi od kojih je svaka imala vlastitog poglavicu i vijeće. Ove bande frekventno su se pokretale za stadima bizona. Pemmican, čiji je glavni sastojak bizonovo meso, nije služio samo za prehranu skupine, trebalo je nešto i zaraditi, a dobrih stvari u zamjenu uvijek imali su bijeli trgovci. Metalna sjekira, nož, tkanina, i sve ono što Indijanac nije imao bilo je poželjno nabaviti. U lov na bizone išlo se naravno na konjima, a konje su Assiniboini dobili u 18 stoljeću. Do tada kretali su se pješice, a glavno prijevozno sredstvo bio je 'dog-travois', zaprega koju je vukao pas.
Rat je također igrao važnu ulogu u kulturi Assiniboina. Uzimali su skalpove kao i drugi Siouxi. Prava hrabrost bila je došuljati se neprijateljskom logoru, i pod okriljem noći ukrasti mu konje. Dotaknuti neprijatelja u borbi također je bio znak hrabrosti.
Najznačajnija svečanost bio je 'Sun dance' ('Ples sunca').

## Vanjske poveznice
- Assiniboin
- Assiniboin
- Nakoda (Assiniboine)

### Ostali projekti
|  | Zajednički poslužitelj ima još gradiva o temi Assiniboin |